# История аккинцев
История аккинцев или ауховцев (чеченцев-акинцев) — история крупного чеченского общества (тукхума), сложившейся в Терско-Сулакском междуречье  процессе долгого исторического развития.
Аккинцы (ауховцы) — автохтонная группа чеченского населения, которая ныне проживает на территории Республики Дагестан. Они расселены в северо-западной части Дагестана. Численность населения в современном Дагестане — около 93 тысяч человек (оценка 2010 года). Говорят на аккинском диалекте чеченского языка.

## История

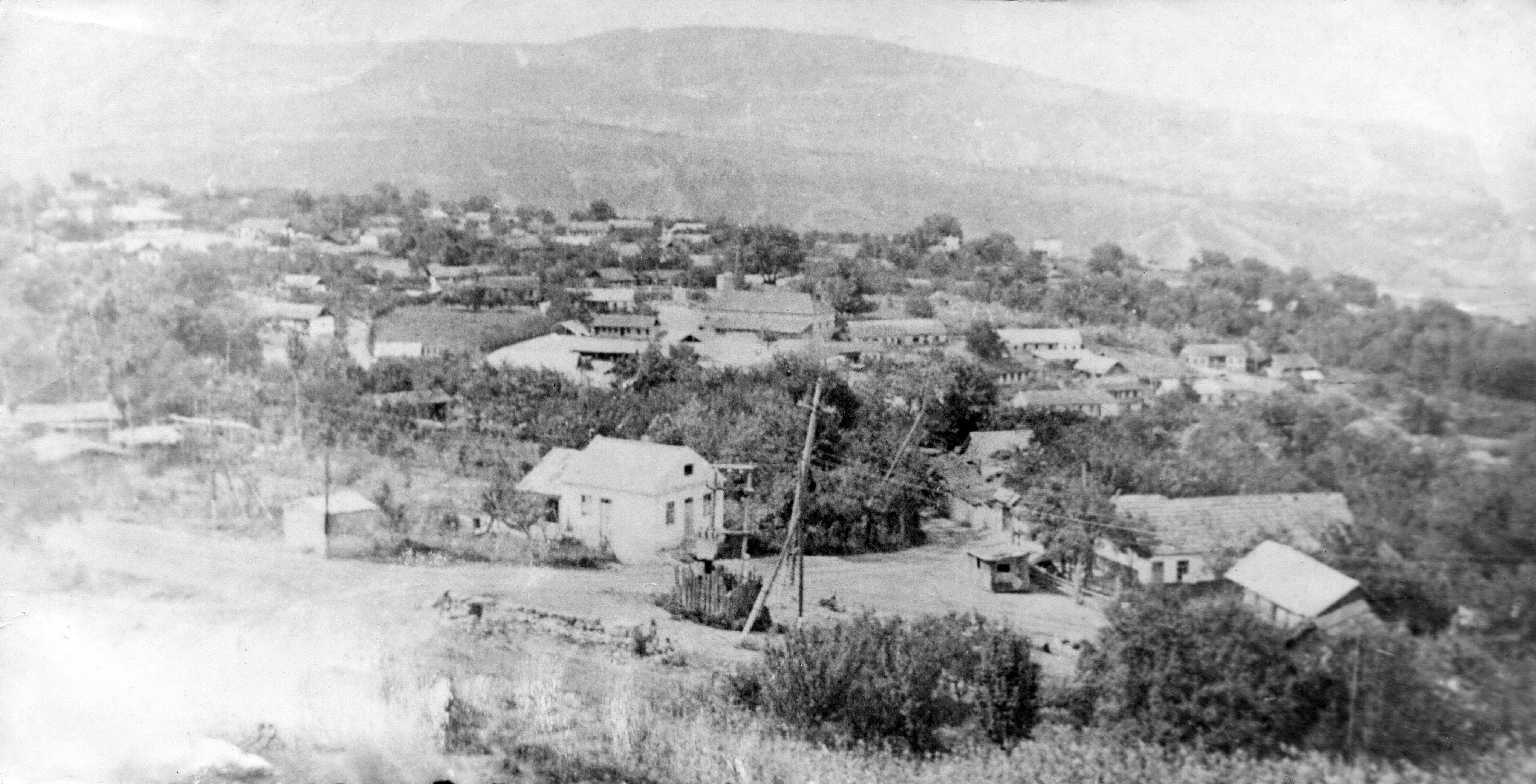
Вид села Юрт-Аух до землетрясения 14 мая 1970 года

### Появление аккинцев (ауховцев) на Кумыкской плоскости
По сведениям кавказоведа Н. Г. Волковой, переселение аккинцев на восток произошло не позже XVI века. Предположительно это переселение происходило в несколько этапов, причем часть аккинцев осела в районе низовьев Аргуна. Подобный характер движения отразился также и в исторических преданиях, указывающих как на промежуточную область их обитания район реки Мичика. В русских документах XVII века аккинцев проживали во владение Ших-мурзы Окоцкого, а также в русской крепости Терки (куда они частию переселились в конце XVI в., после убийства Ших-мурзы кумыкским князем). Владение Ших-мурзы Окуцкого, располагалось, как сообщают источники XVI в., в двух днях пешего пути от Суншина городища. Однако определить точное местоположение его не представляется возможным. До 40-х годов XIX в. в низовье реки Аргун существовало село Шах-мурзы, местоположение данного селения примерно соответствует расстоянию в два дня пути пешком от устья Сунжи. В челобитной Ших-мурзы Окуцкого, рассказывающей о его заслугах перед русским царем, сообщается, что Ших-мурза водил русские посольства через «Железные врата», что может соответствовать Аргунскому ущелью, в источниках первой половины XIX века нередко называвшийся «Железными воротами».
По поводу происхождения аккинцев известный историк и этнограф У. Лаудаев писал: «Ауховцы называются аккий; название это они получили от того, что, живя прежде в Аргунском округе, составляли тейп из аккинской фамилии. Скудные земли, принадлежащие этому тейпу, заставили половину этой фамилии переселиться в Аух, где кумыки и русские их называли ауховцами; сами же они для себя, как и для чеченцев, удержали название первобытной фамилии Аккий, то есть выходцев из Акки».
По сообщениям А. М. Буцковского:
«Аухи, так называются поселившиеся на землях кумыцких около вершин рек Агташа и Ярухсу карабулакские и частию чеченские выходцы, кои кумыкам дань платят баранами и в обязанности давать вспомогательных воинов».

### Расселение
Географ, этнограф, артиллерист и российский военный деятель Густав Гербер, в 1728 году составивший карту Каспийского побережья писал о том что чеченцы прежде были расселенны до Каспийского моря. Эту версию подтвердили в 1785 году историк Михаил Чулков и в 1800 году генерал Богдан Кнорринг.
Густав Гербер писал следующее:

Жилища чеченцев простирались раньше от гор, недалеко от Эндери находящихся, до самого Каспийского моря, но поскольку они гребенским и донским казакам отогнанием скота и лошадей много вреда причиняли, то в 1718 году командированы были на них несколько тысяч донских казаков, которые всю их землю опустошили и многих порубили.

Также о чеченцах которые пристают к морю для ловли рыбы пишет немецкий путешественник и натуралист на русской службе Готлиб Гмелин побывавший на побережье Каспийского моря и на острове Чечень до 1774 года, он же связывал название острова Чечень с этнонимом чеченцы. Доктор географических наук Евгений Михайлович Поспелов также подтверждает связь названия острова с чеченским этносом, а историк Дмитрий Ровинский делает следующее замечание об острове «Чеченъ», лежащем «против обиталища Чеченцев». Гмелин писал следующее:
Десятого числа по утру в седьмом часу выехали мы уже на семь саженей глубины и около полудня увидали остров Чечень. Он наименование своё получил от живущих в горах Чеченцев, кои пристают к оному для ловления рыбы...Самуил Готлиб Гмелин
Платон Зубов о чеченских землях писал следующие:

«На правомъ флангѣ сей линіи есть отдѣльная кр. Налгикъ, въ землѣ большой Кабарды, а на лѣвомъ также оmдѣльныя крѣпости: Внезапная и
Эндери въ землѣ Чеченской».

Н. Семёнов писал о том что в полосе где расположены Баташюрт и Байрамаул, имеются около 10 аулов, по крайней мере, наполовину населёнными чеченцами. Также Семёнов пишет что многие фамилии этих чеченцев успели уже утратить свой родной язык.
По сведениям российского историка-востоковеда, кавказоведа, археографа, археолога Адольфа Берже чеченцы попросили у Шамхала Тарковского отправить к себе доверенное лицо, тот просьбу выполнил и в качестве доверенного был отправлен Султа-Мотти, которого чеченцы поселили в Старом Аксае. Таким образом кумыки появились в первый раз во владениях чеченцев. Кумыкам дозволено было пользоваться землями только по правому берегу реки Аксай, чеченцы взяли с кумыков обещание никогда не перебираться через реку Аксай, однако с течением времени кумыкам удалось постепенно и исподволь завладеть Чеченскою плоскостью, вследствие чего она и получила название Кумыкской.
Кавказовед Волкова Н.Г., говоря о карабулаках и аккинцах, отмечала: «Территория обитания обоих народов в первой половине XIX в. включала верховья р. Гехи и Фортанги. Карабулаки занимали также некоторые районы по среднему течению р. Ассы, а часть аккинцев, известная в литературе прошлого столетия под именем ауховцев, обитала в Восточной Чечне по рекам Ямансу, Ярыксу, Акташ и Аксай», географически относящимся ныне в основном к современному Дагестану (лишь верховья рек (с запада на восток) Аксай, Ямансу и Ярыксу относятся к современной Восточной Чечне).
У аккинцев сохранились предания что они оседали в Осетии, горной Чечне, Дарьяле, Ставрополе и Нохчий-Аухе до самого острова Чечан-Нохчо. Многое из этих рассказов имеет и генетические подтверждения, к примеру у аккинцев помимо обнаружения L3, J2 и других гаплогрупп, была обнаружена и гаплогруппа G2a1, причём у аккинца который являлся потомком Вокка Пулы, предка многих аккинцев по аккинским преданиям, а также потомок аккинца Дударова в Северной Осетии тоже показал G2a1, ко всему прочему в осетинском днк проекте носители G2a1 составляют чуть ли не 75% фамилий.

### Государственность
Ауховцы в XVI—XVII вв. имели государственное образования известное в русских документах как «Окоцкая земля» со столицей в селении «Старый Окох».

### Кавказская война
В XIX веке, наряду с другими северокавказскими народами, ауховцы участвовали в Кавказской войне, приняв сторону Северо-Кавказского имамата. В Аухе была образована административная единица имамата которое получило название Ауховское наибство. Известный имена некоторых ауховских наибов в период правления Шамиля Гойтемир Ауховский, Уллубий-мулла и Хату. Согласно сведениям сподвижника Шамиля Юсуф-Хаджи Сафарова, Ауховское наибство выставляло 200 вооружённых всадников и 330 пеших воинов.
После окончания Кавказской войны, на месте проживания ауховцев какое-то время существовала административная единица — Ауховский округ.
Согласно преданию, в ходе Кавказской войны некий житель селения Юрт-Аух по имени Албури, представитель тайпа аккой (чечен. Ӏаккой), потерял двоих сыновей — Гураш (чечен. ГӀураш) и Джанбюра (чечен. Жанбуьра), выступивших на стороне Шамиля. Известие о гибели сыновей не вызвало слез и печали у их матери жены Албури. Напротив, она проявила радость по поводу того, что дети её встретили смерть праведников. Она была опечалена лишь тем, что её третий сын находился в то время в отъезде и не удостоился такой же смерти праведника, как его братья. В дальнейшем, имам Шамиль подарил отцу погибших на войне Албури гору. С той поры и носит гора свое имя Албури-Лам.

### Восстания в Аухе в 1877 году
Во второй половине XIX века после завершения Кавказской войны на территории Ауха появились названия сёл, которые носили либо названия губерний или городов Центральной России или Украины, либо имена или фамилии высших чиновников или помещиков, такие населённые пункты как Покровск, Могилевск, Гирловка, Языковка, Романовка, Говрил-Кутан, Львовские (или Немецкие) номера и другие многочисленные малые поселения кутанного типа, ауховцы их называли либо «муъжгий отарш» (мужицкие кутаны), либо «немцойн-отарш» (немецкие кутаны).
Ауховцам не было известно, как называют сами колонисты свои малые поселения, поселений было так много, что они представляли собой пеструю картину на ауховской плоскости и в предгорной полосе. Вокруг города Хасавюрт осели помещики, которые свои участки земли охраняли с оружием в руках. Колониальная администрация хозяйничала в Аухе так, как будто эта земля собственность русских помещиков или чиновников. Они упорно умалчивали о том, что колониальные поселения основаны на землях принадлежащих ауховцам, утверждая, что она завоёвана «кровью русских солдат», и потому принадлежит русскому государству.
Колонистам внушали, что русский царь одаривает их завоеванною земле. Если первое поколение колонистов и сомневалось в правоте принадлежности этих земель, то подрастающее поколение колонистов было уверено, что любое колониальное поселение основано на их исторической земле и не допускали мысли о том, что их поселения основаны уничтоженных сёл местного населения. Такое убеждение было основано тем, что люди воспитывались враждебном отношении к ауховцам, объясняя борьбу ауховцев за свою землю, как покушения на имущество «мирных безобидных крестьян». Если когда кто-нибудь и пытался докопаться до истины, то таким объясняли что на землях жили мятежники, которых доблестная армия русского царя рассеяла, а пустующие земли заселили безземельными крестьянами из Центральной России".
Колониальную политику здесь вели в двух направлениях: с одной стороны продолжалось жестокая политика аннексии ауховских земель, а с другой стороны — заселение её российскими колонистами, утверждавшими, что они живут на подаренной им русским царём земле.
В это же время в ауховских горных сёлах в районе аулов Мажгара, Симсар, Алхан-эвла где ещё оставались некоторые беженцы из разоренных и сожжённых аулов и хуторов, создавалась напряженная обстановка. Неустроенная жизнь, голод, бесконечные преследования со стороны колонизаторов привели к тому, что нарастало вооружённое восстание ауховцев.
Основной причиной вооружённого восстания ауховцев стало то, что российские власти ауховскую плоскость Пана-Мохк объявили казённой землей, и отбирали у ауховцев их собственные земли и передавали их переселённым из центральной России колонистам, тем самым лишая своих насиженных полей и пастбищных угодий ауховское коренное население края. Таким образом, огромное пространство ауховской земли вокруг Акъане было отнято российскими властями у ауховцев и полностью передано немцам. Также колонистам из разных губерний Российской Империи передали и территорию от реки Терек до бывшего ауховского села Моха-Берде.
Особо острый спор у ауховцев с российскими властями возник вокруг ауховских селений, находящихся в районе укрепления Хасавюртовское. Если в некоторых сёлах и хуторах небольшое количество ауховских жителей и возвращалось и как-то могли жить в полулегальном положении, то в сёла Шовдане, Гаргача, Хьажа-Геэрий-Юрта, Гу-Буьйре, Боташка, Гочкъур-Юрта, Охьча ауховцам категорически возвращаться запретили.
Некоторые ауховские беженцы добивались разрешения от царских властей вернуться в свои сёла, находящиеся в предгорье и на равнине. Царские власти, каждый раз обещая рассмотреть жалобы ауховцев, тайно заселяли в бывшие ауховские сёла колонистов. Иногда царские власти у колонистов спрашивали, согласны ли они передать ауховцам их селения. А те отвечали отрицательно, так как они заранее были на это настроены.
Царская администрация откладывала решение вопроса возвращения ауховцам их селений, рассчитывая сделать эти поселения колониальными. Спустя более 15 лет некоторые ауховские сёла перешли колонистам, которые с оружием в руках стали выступать против возвращения ауховцев а свои сёла. Из-за чего началось восстание ауховцев, получившее в народе название «война за свои сёла». Начало этому движению ауховцев было положено ещё в начале 60-х годов XIX века. Однако наиболее организованный характер выступления ауховцев под названием «война за свои сёла» получило в середине 70-х годов. Ауховцы боролись за свое поселения на территории от реки Терек до села Моха-Берде, на полосе от села Шава до селения Геэза-Юрта, в районе Аакъане, в средней полосе от Хасавюртовского укрепления до Андзле.
Особенно острые противоречия у колонистов в отношении ауховцев были у поселившихся в бывших ауховских сёлах в вокруг Хасавюрта и в Аакъане. Один из местных жителей по имени Янгалбий возглавлял ауховцев в борьбе с немецкими колонистами, поселённых царскими властями на их землях, некоторая часть ауховцев ещё находилась в ауховских горах, хотя большинство давно спустилось обратно на равнину, и проживали ауховцы в разных частях Ауха. Потерпев поражение и не сумев вытеснить немецких колонистов, из-за малочисленности выступавших ауховцев Янгалбий многократно приезжал в ауховские горы и призывал местных жителей на борьбу с колонистами.
В 1877 году Янгалбею удалось сформировать несколько групп вооруженных ауховцев в основном из бежавшего населения, которое проживало в лесах, хуторах и сёлах Мажгара, Симсара, Алхан-Эвла. Некоторые части вооружённых ауховцев Янгалбий сумел отправить в район Аакъане, однако на этот раз ему самому пришлось задержаться в ауховских горах, потому что ауховское духовенство организовало большие сборы людей, которые привели к тому, что восстание которое должно было решить ауховский вопрос, приобретавший большой масштаб. Ауховское духовенство выступило с инициативой о вовлечении в восстание против царской администрации чеченцев из других областей и дагестанцев. Лидером духовенства выдвинули Алибека-Хаджи. Алибек-Хаджи был главным в этом движении, а вооружённые отряды были под руководством Янгалбея. Под лозунгом «Кто хочет освободить свое село — за нами!».
Царские власти ауховское восстание объявило инспирированной турецкой агентурой в связи с началом русско-турецкой войны 1877—1878 г. А действие ауховцев против царской власти называли разбоями и нападением на мирных жителей региона.
Янгалбий послал небольшую группу ауховцев в Аакъане, сформировался другой отряд 13 апреля 1877 года. В ауховском горном селе Симсара, расположенном вблизи горы Амир-Корт, собрались духовные лидеры, которые объявили руководителем ауховского восстания Алибек-Хаджи Алданова (в других регионах его не признавали). Основной целью этого восстания было изгнание колонистов из ауховских сёл, расположенных в предгорье, а также вокруг Хасавюрта и на равнине.
После того как не получилось получить поддержку чеченцев от жителей Ширдой-Мохка, расположенного неподалёку от Шали, Янгалбий сделал поход на равнину. Маршрутом он выбрал правобережье реки Аксай, оттуда планировал выйти в тыл царской армии, которая находилось в Хасавюрте, в крепости Внезапной и на постах вдоль тракта Владикавказ — Порт-Петровск. Генерал Свистунов отдал распоряжение, чтобы восставшим не дали возможности выйти на равнину. По этому приказу, полковник Нурид с большим отрядом направился на встречу Алибека-Хаджи, после нескольких столкновений Алибек-Хаджи пришлось повернуть свой отряд в Ичкерию.
В Ичкерии Алибек-хаджи основался на вершине горы вблизи сёл Аллерой и Шуини. Полковнику Батьянову ауховцы оказали яростное сопротивление, однако ему удалось взять вершину. Алибек-Хаджи с оставшимся ауховцами вернулся сожжённое и уничтоженное царскими войсками в селение Симсар.
Из-за того что в густых лесах трудно было обнаружить противников, генерал Свистунов отложил борьбу до осени. К тому времени восстали и шатоевцы.
27 ноября Алибек-Хаджи, чтобы не допустить сожжение Ичкеринских селений, сдался начальнику Введенского округа князю Авалову. 4 или 6 марта 1878 года в Грозном состоялся суд над 17 главными виновниками восстания в Терской области. Из которых 11 человек, в том числе Алибек-Хаджи, были приговорены к повешению. 9 марта в Грозном на ярмарочной площади приговор был исполнен.
У ушедшего на равнину Янгалбия дела шли не лучшим образом. Повстанцы Янгалбия, которое находились в мелких хуторах, часто совершали рейды к казачьим частям, находившимся в селе Аакъане, где к тому времени жило небольшое число немецких колонистов.
Летом часть ауховцев ушла в горы, а другая разошлась по своим плоскостным сёлам и хуторам. Янгалбий со своими приближёнными долго скрывался в плоскостных селениях, после того как стало известно о казни Алибек-Хаджи, Янгалбий эмигрировал в Турцию.
Об общей картине вооружённого восстания 1877 года Вишневский писал следующее:
«Это были лишь нестройные толпы, плохо вооруженные, необученные и не дисциплинированные. Единственное достоинство этих сынов природы — способность к малой войне. Восстание проявлялось в разных местах, но у восставших не было согласованности и общего плана действия».
Восстание ауховцев, цель которого была вернуть некоторые аннексированные территории на равнине и предгорье, было подавлено со всей жестокостью, которое длилось на протяжении десятилетий. Результатом восстания стали тысячи убитых и сосланных в Сибирь ауховцев.

### Депортация и реабилитация

Карта будущего Новолакского района Дагестана на берегу Каспийского моря

В 1944 году чеченцы-ауховцы были депортированы в Среднюю Азию вместе с остальными вайнахами, в ауховские сёла поселили лакцев и аварцев.
Чеченский Ауховский район был ликвидирован, и на северо-западной части территории района образован Новалакский район, и заселён лакцами из горной части Дагестана, а юго-восточная часть района передана соседнему Казбековскому району месте с двумя населёнными пунктами Юрт-Аух и Акташ-Аух и заселена аварцами из соседнего села.
Спустя 13 лет, в 1957 году, чеченцам-ауховцам, как и остальным депортированным вайнахским народам, разрешили вернуться на историческую родину, однако ауховцам запретили возвращаться в их родовые сёла. Вернувшихся разместили в равнинных сёлах, несмотря на требования разрешить им вернуться в свои дома.
26 апреля 1991 года Верховный Совет РСФСР принял закон о реабилитации репрессированных народов. В сентябре 1991 года, на 3 съезде народных депутатов республики Дагестан, принято постановление о восстановлении Ауховского района и о переселении лакского население к побережью Каспийского моря в Кумторкалинский район.
В сентябре 1991 года в населённом пункте Ленинаул Казбековского района прошла крупная забастовка, чеченцы-ауховцы требовали немедленно восстановить Ауховский район в границах 1944 года.
В связи с этим Правительства республики Дагестан 11 сентября ввели чрезвычайное положение в Казбековском районе, однако это решение властей Дагестана только осложнило ситуацию в Казбековском районе Республики.
В 90-х годах был создан Оргкомитет по восстановлению Ауховского района.
В 1992 году начата программа по переселению лакцев из Новолакского района в Кумторкалинский район.
4 октября 2001 года прежние названия двух населённых пунктов были восстановлены Банайюрт (Ахар) и Ямансу (Шушия). А лакцев переселили к северу Махачкалы в Кумторкалинский район в этом районе для них основаны населённые пункты Шушия и Ахар.
В ходе 3-го съезда народных депутатов республики Дагестан было принято постановление о восстановлении Ауховского района в границах 1944 года, включая и два населенных пункта — Калининаул и Ленинаул — которые после депортации ауховцев были переданы в состав Казбековского района. Два села вольются в воссоздаваемый Ауховский район.
Постановлением Государственного Совета Республики Дагестан от 18 октября 2000 года № 191 чеченцы-ауховцы были отнесены к коренным малочисленным народам Республики Дагестан.
Басир в 2003 году заявлял, о том что война на территории Дагестана неизбежна, потому-что чеченцы-ауховцы не намерены терпеть свой второстепенный статус на собственной земле Ауха.
Лидер чеченцев-ауховцев Басир Дадаев пользовался поддержкой Зелимхана Яндарбиева и Салмана Радуева. В 9 января 1996 года когда был совершен террористический рейд на Кизляр Басир принял активное участие в переговорах с Салманом Радуевым вместе с Имампашой Чергизбиевым и журналистом Аликом Абдулгамидомым.
Басир внес большую лепту в становление стабильной общественно-политической обстановки в республике Дагестан.
Басир говорил что к концу 1990-х годов в Дагестане практически ничего не сделано для чеченской общины и считал что в этом виновато предвзятое отношение к чеченцам, которых обвиняют в разных СМИ тех лет.

#### Межнациональные столкновения
25 мая 2007 года в городе Хасавюрт произошла крупное столкновение между чеченцами и лакцами.
29 августа 2007 года в населенном пункте Калининаул (Юрт-Аух) Казбековского района Дагестана произошло крупное столкновение между чеченцами-ауховцами и аварцами; в столкновении участвовали более 100 человек. Вследствие конфликта 8 человек пострадало, в том числе два милиционера. 15 чеченцев, участвовавших в столкновении, были задержаны силами правопорядка, и были освобождены только на следующий день, после вмешательства официальных лиц из Чеченской Республики.

### Культура
В настоящий момент чеченцы-ауховцы не имеют своего национального культурного центра. Ауховцы многократно обращались к правительству Республики Дагестан, с просьбой создания чеченского национального культурного центра.

### Памятник
В 1989 году в селе Новокули (чечен. ГӀачалкъа) Новолакского района был поставлен памятник жертвам сталинских репрессий. Открытие памятника было приурочено к 45-й годовщине со дня акта депортации населения.
Каждый год 23 февраля в селении Ярыксу у памятника проходит многочисленный митинг, где, в том числе, обсуждаются и проблемы восстановления Ауховского района.
В июле 1989 года республиканскими и местными властями был организован митинг в районом центре Новолакского района в селении Новолакское (чечен. Банайаул) численность протестующих достигало до 3 тысяч человек, на котором требовали перенести памятник за пределы Новолакского района.
|                                               |  |                                                             |  |                                      |  |                                       |
| Памятник жертвам сталинизма чеченцам-ауховцам |  | С. Ярыксу-Аух (Ныне Чаравали Новолакского района Дагестана) |  | Жертвам сталинизма чеченцам-ауховцам |  | Митинг чеченцев-ауховцев 23.02.2013г. |

### Населённые пункты
Населённые пункты смещенным и моно-чеченским (аккинским) населением:
в скобках указан национальный состав населённого пункта: к — кумыки, не — немцы, ч — чеченцы):
Бабаюртовский район
- - Адиль-Янгиюртовский:
- Адиль-Янгиюрт (к, ч),
- Алер-отар (ч),
- Апач-отар (ч),
- Хошкельди-отар (ч),
- Чанкаюрт (ч);
  - Бабаюртовский:
- Айтхана (ч),
- Романовка (Кирпич-кутан) (ч),
- Тавлу-отар (ч),
- Термен-отар (ч),
- Шахбалат (ч),
  - Герменчикотарский:
- Нарышкин (ч);
  - Казьмааульский:
- Асельдер-Хаджи (к, ч),
- Ярокай (Мариенфельд) (не, ч);
  - Хамаматюртовский:
- Вагаб-отар (к, ч),
- Ибрагимотар (ч),
- Патиматотар (ч),
- Уцмиюрт (ч, к),
- Хамза-отар (ч),
- Чувал-Яга (ч);
  - Хамзаюртовский:
- Казанкулак (ч),
- Камбулат (ч),
- Ногайотар (ч),

Хасавюртовский район
- - Аксайский:
- Аксай (к),
- Адиль-отар (ч),
- Акбулат-отар (ч),
- Арслан-Гирей-отар (ч, к),
- Будайхан-отар (ч),
- Умахан-отар (ч);
  - Акташауховский:
- Акташ-Аух (ч),
- Бурсун (ч),
- Мажгарюрт (ч),
- Юрт-Аух (ч);
  - Андрейаульский:
  - Байрамаульский:
- Байрамаул (к, ч),
- Хункерово (ч);
  - Бамматюртовский:
- Бамматюрт (ч),
- Абдурашид (ч),
- Адильотар (ч, к),
- Зарият-отар (ч),
- Кошай-отар (ч),
- Манти-отар (ч),
- Тутлар (ч);
  - Банайаульский:
- Банайаул (ч),
- Банайюрт (ч),
- Безен 1-й (ч),
- Безен 2-й (ч),
- Виси-Ирза (ч),
- Генчик-Эрзе (ч);
  - Баташюртовский:
- Аджи-Мадж-юрт (к, ч),
- Евгениевка (н, ч),
- Османюрт (ч),
- Османюрт-отар (ч),
- Сим-Сыр (ч),
- Хамавюрт (к, ч);
  - Бильтаульский:
- Бильтаул (ч),
- Ивановская мельница (ч);
  - Кандаураульский:
- Татьяновка (Камыш-кутан) (ч),
- Кандауровка (к, ч);
  - Кишеньауховский:
- Кишеньаух (ч),
- Ибарки (ч),
- Шалам-Инчу (ч),
- Эшба-Инчу (ч),
- Ярыксу (ч),
- Ярыксу-отар (ч),
- Яштаркие (ч);
  - Костекский:
- Джангиши-Аджи (ч),
  - Муцалаульский:
- Даниял-отар (ч),
  - Хасавюртовский:
- Абдул-Меджид-отар (ч),
- Арсан-Мурза-отар (ч),
- Балюрт 1-й (ч),
- Балюрт 2-й (ч),
- Бамматбекюрт (ч),
- Жуково (ч),
- Мациевка (ч),
- Ярмаркин 1-й (ч),
- Ярмаркин 2-й (ч),
- Ярмаркин 3-й (ч);
  - Ярыксу-ауховский:
- Ярыксу-Аух (ч),
- Алты-Мурза-юрт (ч),
- Барчхой (ч), Зори (ч),
- Минай-Тугай (ч),
- Ямансу (ч).